# Christian Gatto
Christian Gatto (Gallarate, 10 dicembre 1996) è un cestista italiano che gioca come ala piccola.

## Carriera
Christian Gatto nasce a Gallarate (Varese) il 10 dicembre 1996 e si avvicina alla pallacanestro fin da giovanissimo, mostrando fin da subito una spiccata attitudine per il gioco di squadra e una notevole versatilità sul parquet. Cresciuto nel vivaio del Basket Gallarate, debutta in prima squadra nel 2013, a soli diciassette anni.
Dopo cinque stagioni con Gallarate, in cui colleziona 156 presenze e 928 punti, nel 2018 approda alla Pallacanestro Varese, dove ha l’opportunità di confrontarsi con un livello tecnico più elevato. Sebbene il suo impiego sia limitato a due apparizioni, l’esperienza si rivela fondamentale per la sua crescita professionale.
Nel 2019 passa alla Robur et Fides Varese, dove disputa una stagione da protagonista: 22 partite giocate e 103 punti segnati. Torna poi a Gallarate per un’altra annata, prima di trasferirsi nel 2021 alla Sanmaurense Pavia, squadra con cui consolida il suo ruolo di ala piccola e diventa un punto di riferimento per i compagni.
Con Pavia disputa oltre 80 partite, segnando più di 470 punti e distinguendosi per la sua capacità di adattarsi alle esigenze tattiche della squadra. Alto 194 cm per circa 85 kg, Gatto combina fisicità e intelligenza cestistica, risultando efficace sia in fase difensiva che offensiva.
Nel corso della sua carriera ha stabilito diversi record personali: 13 punti in una singola partita contro Monfalcone nel 2020, 11 rimbalzi contro Piadena nel 2019 e 5 assist contro Vicenza nello stesso anno.